# FC Winterthur/Saison 2021/22
Dieser Artikel hat den FC Winterthur in der Saison 2021/22 zum Thema. Der FC Winterthur spielte in dieser Saison in der Challenge League und stieg am Ende der Saison als direkter Aufsteiger nach 37-jähriger Absenz wieder in die höchste Schweizer Spielklasse auf. Im Schweizer Cup schieden die Winterthurer in der 2. Runde gegen den Promotion-League-Verein Étoile Carouge aus.

## Saisonverlauf

### Vorbereitung
Am Ende der letzten Saison stand fest, dass es einige Änderungen brauchen würde – unter anderem beendete die bisherige Teamstütze Davide Callà seine Spielerkarriere und nahm ab dieser Saison die Rolle eines Talentmanagers und Assistenztrainers bei der 1. Mannschaft ein. Sportchef Kaiser kündigte an, dass er «in jeder Reihe» einen Neuzugang suchen würde. Dadurch sollte die Mannschaft mehr Qualität in der Breite des Kaders zur Verfügung zu haben. Bereits früh stand die Rückkehr von Raphael Spiegel nach dem verletzungsbedingten Ausfall in der letzten Saison fest, zusätzlich wurde vom FC Basel mit Jozef Pukaj ein neuer Ersatztorhüter geholt, der über 50 Pflichtspiele in der Basler U21 absolviert hatte. Insbesondere in der Verteidigung kam es zu einigen Verstärkungen. Auf der Position des Linksverteidigers konnten dabei gleich drei Verpflichtungen verbucht werden: Neu wurden vom FC Sion Noah Loviso sowie von der Elfenbeinküste kommend Souleymane Diaby für jeweils zwei Jahre verpflichtet, zudem kehrte der erfahrene Tobias Schättin vom FCZ nach Winterthur zurück. Ausserdem wurde der Innenverteidiger Roy Gelmi vom VVV-Venlo aus der niederländischen Eredivisie verpflichtet und es konnte die Rückkehr von Marin Cavar, ebenfalls ein Innenverteidiger, gemeldet werden. Als Verstärkung fürs zentrale Mittelfeld wurde der in der letzten Saison bei Neuchâtel Xamax spielende Thibault Corbaz verpflichtet. Für den Sturm wurde mit Neftali Manzambi ein Spieler verpflichtet, der in Basel ausgebildet wurde und zuletzt als Leihspieler von Sporting Gijón beim schwedischen Erstligisten Mjällby AIF spielte, ohne jedoch Stammspieler zu sein.
In seiner Vorbereitung bestritt der FCW insgesamt sechs Testspiele, mit einer ausgeglichenen Bilanz von zwei Siegen gegen die Promotion League-Vereine SC Brühl St. Gallen und SC YF Juventus Zürich, einem Unentschieden gegen den Super-League-Verein FC Lugano sowie drei Niederlagen gegen Vaduz, Luzern und Real Betis Sevilla. Vor Beginn der Saison veranschlagte Der Landbote für den FCW einen guten Mittelfeldplatz als Saisonziel und zählte als Aufstiegsanwärter Vaduz (Absteiger aus der Super League), Thun und Aarau auf. In anderen Medien wurde jedoch auch Winterthur im Vorfeld zu den Aufstiegsanwärtern gezählt. Der Landbote merkte des Weiteren an, dass der FCW ein breiteres Kader als zuletzt hatte und solide Transfers tätigte. Trainer Loose konnte zu Saisonbeginn nach eigenen Angaben jedoch nicht sagen, wo die Mannschaft steht. Oliver Kaiser legte für die Saison angesichts der letzten Rückrunde Wert auf Konstanz und gab bezüglich eines Saisonziels an, dass der FCW «zumindest mal eine gut spielende Mannschaft im Mittelfeld» sein sollte.

### Hinrunde
Der FCW startete nicht schlecht in die Meisterschaft. Zwar reichte es im ersten Spiel nur für ein Unentschieden, dies jedoch nachdem er eine Stunde in Unterzahl spielte. Danach liess er ein Sieg gegen Wil und ein weiteres Unentschieden gegen Schaffhausen folgen. In der sechsten Runde konnte sich Winterthur nach drei Siegen in Serie erstmals die Tabellenführung sichern, dies unter anderem mit einem 3:0 gegen den Mitfavoriten Thun sowie zuletzt im Duell gegen den Tabellenführer Neuchâtel Xamax. Den Spitzenplatz mussten die Winterthurer in der Runde danach nach einer 0:2-Niederlage im Vaduzer Rheinpark gegen den Tabellenvierten zwar vorübergehend wieder abgeben, konnten aber danach den zweiten Platz bei einem 1:1-Unentschieden gegen den Tabellendritten Aarau den Barrageplatz halten und Runde darauf gegen Yverdon die Tabellenspitze wieder zurückerobern. Mit 18 Punkten konnte der FCW damit nach neun Runden das beste Stadtviertel seit der Einführung der Zehnerliga im Jahr 2012 vorweisen.
Weniger gut hingegen lief es den Winterthurern im Schweizer Cup. Nach diskussionslosen 6:0-Pflichtsieg beim Erstligisten SR Delémont schied Winterthur am 18. September gegen den Promotion-League-Verein Étoile Carouge aus dem Cup aus. Deren Cup-Abenteuer endete letztendlich erst im Viertelfinal, nachdem sie im Achtelfinal auch noch den FC Basel aus dem Wettbewerb geworfen hatten.
In der Meisterschaft ging es nach der Übernahme der Tabellenführung mit zwei weiteren Siegen gegen Mitfavorit Thun sowie Kriens zunächst positiv weiter. Der FCW konnte damit die Tabellenführung auf den Zweiten Vaduz auf fünf Punkte ausbauen. Danach lief es den Winterthurern in den folgenden Spielen nicht mehr so optimal: Es folgten zunächst zwei Unentschieden gegen Neuchâtel Xamax und Stade Lausanne-Ouchy, die sich zum Zeitpunkt beide mit je acht Punkten Rückstand auf Winterthur im Mittelfeld der Tabelle tummelten. Nach einer danach folgenden Niederlagenserie von drei Spielen gegen den Tabellenneunten Yverdon Sports (1:2) sowie Schaffhausen (2:5) und Aarau (0:2) hatte Winterthur seinen Vorsprung wieder eingebüsst und musste die Tabellenführung Vaduz abgeben.
Nach dieser Niederlagenserie und dem Verlust der Führung entschied sich die Winterthurer Vereinsführung am 9. Dezember, sich aus sportlichen Gründen per sofort von Trainer Ralf Loose zu trennen. Oliver Kaiser verwies dabei auch auf die allgemeine sportliche Entwicklung, etwa jener einzelner Spieler, und nicht nur auf die letzten Resultate. Loose wäre gemäss Kaiser «in seinen Entscheidungen zu wenig mutig gewesen» und hätte einen «gesunden Konkurrenzkampf» im Kader gemieden. Als Interimstrainer für die letzten zwei Spiele wurden der bisherige Assistenztrainer Davide Callà sowie Dario Zuffi bestimmt.
Das erste Spiel unter dem Interimstrainerduo konnte Winterthur 5:3 gegen Wil gewinnen, verpasste es aber danach im Spitzenduell gegen den FC Vaduz mit einer Niederlage die Tabellenspitze zurückzuerobern und überwinterte stattdessen in einer eng beisammen liegenden Liga auf dem 3. Platz. Ein Tag nach dem letzten Spiel wurde mit Alex Frei auch die Nachfolgelösung für die Trainerposition bekannt gegeben. Der Landbote bilanzierte dem FCW letztendlich kein «optimales, aber ein gutes Halbjahr» und auch die sportliche Führung zeigte sich mit der Bilanz zufrieden. Auch wurde die Möglichkeit eines Aufstiegs durchaus schon ins Auge gefasst. Bei der traditionellen Notengebung des FCW erhielten nicht weniger als zehn Spieler eine Note von 5 in verschiedener Variation, kein einziger Spieler kam mit einer ungenügenden Note weg. Am besten bewertet wurden dabei mit einer «Guten 5» der offensive Mittelfeldspieler Samir Ramizi und der Stürmer Roman Buess. Am anderen Ende der Skala erhielt Samuel Ballet mit einer 4 immer noch eine genügende Note.

### Rückrunde
Im Hinblick auf die Rückrunde hat sich der FCW auf diversen Positionen verstärkt, unter anderem, um damit Verletzungen zu kompensieren. Da er auf der Gegenseite bis auf den Abgang von Yannick Pauli zum SC Cham keine Abgänge zu verstärken hatte, konnte er damit sein Kader in der Breite weiter verstärken. Bereits vor dem Jahreswechsel wurde der Transfer von Eris Abedini bekannt gegeben, der hinsichtlich der Verletzung Remo Arnolds verpflichtet wurde. Abedini spielte bereits im Frühling 2019 für den FCW. Weitere leihweise Verstärkungen der Winterthurer betrafen vor allem die Offensive: Vom FC Basel wurden der Stürmer Tician Tushi (bis Sommer 2022) sowie der Linksaussen Carmine Chiappetta (bis Sommer 2023) ausgeliehen. Drei Tage vor Rückrundenstart musste die sportliche Leitung zudem auf den Ausfall von Topskorer Remo Buess reagieren, der sich einen Muskelfaserriss zuzog. Um ihn zu ersetzen, wurde von GC Shkelqim Demhasaj für ein halbes Jahr ausgeliehen. Während der Rückrundenvorbereitung bestritt Winterthur insgesamt vier Spiele. Dabei spielte er mit GC, Luzern und St. Gallen gegen drei Super-League-Vereine und konnte dabei zweimal ein Unentschieden und einen Sieg für sich verbuchen. Gewonnen hat der FCW ebenfalls gegen den SC YF Juventus Zürich aus der Promotion League.
Zu Beginn der Rückrunde stand Winterthur vor der gleichen Situation, wie er bereits im Jahr zuvor als Tabellenzweiter stand und danach mit einer schlechten Rückrunde verspielte. So stellte sich die Frage, ob diese für den FCW bis dahin typische Entwicklung unter dem neuen Trainer Alex Frei gebrochen werden könnte. Nach einem Pflichtsieg gegen den abgeschlagenen Tabellenletzten Kriens verpasste es Winterthur, wie bereits vor der Winterpause, in einem Spiel gegen Leader Vaduz mit einem 0:0-Unentschieden die Tabellenführung wieder zu übernehmen und war danach wieder auf dem 3. Platz. Den 2. Platz konnte der FCW jedoch in der nächsten Runde sich nach einem 4:0-Sieg gegen Wil wieder sichern, da Vaduz patzte. In den kommenden Runden konnte der FCW den 2. Platz, dicht gefolgt von Vaduz, verteidigen. Nach einer 2:3-Niederlage in Schaffhausen in der 23. Runde musste Winterthur Aarau bis auf 5 Punkte ziehen lassen. Nach einem Sieg gegen Yverdon blieb eine weitere Niederlage gegen Stade Lausanne-Ouchy für Winterthur folgenlos, da auch Aarau in der entsprechenden Runde punktelos blieb und der 5-Punkte-Abstand daher unverändert blieb. In der 26. Runde kam es dann zum Spitzenduell gegen den FC Aarau, dass der FCW in den Schlussminuten mit 4:2 für sich entscheiden – nachdem er während der Partie zweimal in Rückstand geraten war. Auch wenn Winterthur mit einem 0:0 gegen Neuchâtel Xamax die Bestätigung dieser Leistung verpasste, war Winterthur damit die beste Mannschaft im dritten Meisterschaftsviertel. Trainer Alex Frei bezeichnete die Leistung seiner Mannschaft nach den ersten neun Spielen als «sehr zufriedenstellend» und äusserte zudem, dass in der aktuellen Konstellation «alles möglich» sei.
Dass «alles möglich» ist, bewies Winterthur in den Spielen danach: Zuerst siegte er gegen Stade Lausanne-Ouchy und konnte danach mit einem erneuten Sieg gegen den Leader, diesmal mit einem 3:0-Sieg auf dem Brügglifeld, die Tabellenführung erneut übernehmen und diesen Sieg gegen den fünf Punkte zurückliegenden Tabellenvierten Vaduz zunächst bestätigen. Da die Winterthurer jedoch danach eine Schwächephase mit insgesamt vier Unentschieden in Folge einzogen, fiel Winterthur auf den dritten Platz zurück und verspielte sich damit kurz vor Meisterschaftsende seine gute Ausgangslage wieder.
So lag Winterthur zwei Runden vor Ende drei Punkte hinter dem punktgleichen Spitzenduo Schaffhausen und Aarau. Da jedoch die beiden Vereine in der zweitletzten Runde noch im Direktduell gegeneinander antreten mussten und Winterthur ein gutes Torverhältnis hatte, konnten sich die Winterthurer weiter gute Chancen auf einen Barrageplatz ausrechnen. Mit Spielen gegen den Sechstplatzierten Neuchâtel Xamax und den bereits feststehenden Absteiger SC Kriens hatte Winterthur zudem das einfachste Restprogramm der drei Kontrahenten. In der zweitletzten Runde siegte Aarau gegen Schaffhausen, wodurch Winterthur nach einem 3:1-Heimsieg gegen Neuchâtel in der letzten Runde als Zweitplatzierter mit einem drei Toren besseren Torverhältnis als der Drittplatzierte Schaffhausen nach Kriens reisen konnten. Sollten die Winterthur in Kriens gewinnen und ihr Torverhältnis nicht einbüssen, wären sie sicher in der Barrage und hätten damit bereits ihre beste Platzierung in der Challenge League seit ihrer Gründung verbuchen können. Mit einem 5:0-Sieg auf dem Krienser Kleinfeld erfüllte der FCW seine Hausaufgaben und war dadurch bei Abpfiff sicher in der Barrage. Da Leader Aarau zu Hause gegen Vaduz durch einen Doppelschlag Tunahan Çiçek mit 0:2 verlor und dadurch mit einem schlechteren Torverhältnis als Winterthur in der letzten Runde auf den dritten Platz zurückfiel, stand der FCW wenige Minuten nach Abpfiff der Winterthurer Partie am Ende der Saison 2021/22 als direkter Aufstieg in die Super League fest und kehrte damit erstmals seit 37 Jahren in die höchste Schweizer Liga zurück.

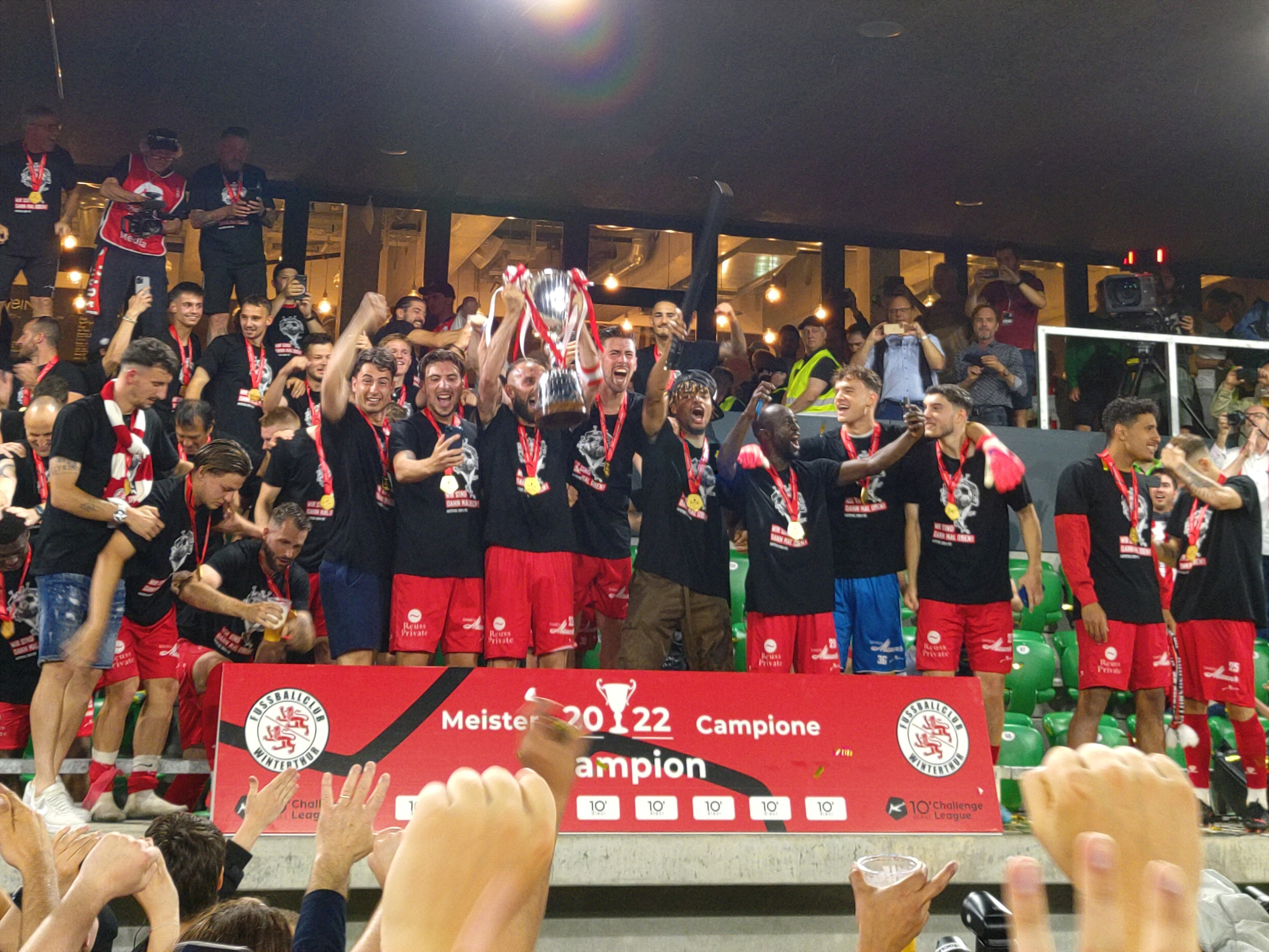
Die Mannschaft mit dem Pokal nach dem Aufstieg im Kleinfeld

In der Schlussanalyse stellte der Landbote fest, dass der FCW auch dank dem breitesten Kader der Liga aufgestiegen ist. Eine Analyse, die beispielsweise auch der ehemalige Aarauer Meistertrainer Rolf Fringer bestätigte, in dem er Winterthur das «breiteste und ausgeglichenste Kader» der Liga attestierte. Der Winterthurer Aufstieg liess sich mit Blick auf das Torverhältnis auch statistisch rechtfertigen, stellte doch Winterthur mit einem Torverhältnis von 76:45 sowohl die beste Offen-, wie auch die beste Defensive. In der Einzelbewertung des Landboten wurden die Spieler Thibault Corbaz und Roberto Alves jeweils mit einer Schulnote von 5,5 zum «Duo des Jahres» erkoren. Wie bereits in der Hinrunde wurden keine ungenügenden Noten vergeben, die niedrigste vergebene Note war eine «Gute 4», die gleich fünf Spielern erhielten. Bezogen auf Trainer Alex Frei, dessen Wegzug nach Basel ein Tag nach dem Aufstieg bereits bekannt wurde, äusserte Präsident Mike Keller, dass mit ihm die Leistungskultur im Verein Einzug hielt. Gefeiert wurde der Aufstieg in Winterthur mit einer Freinacht, die Aufstiegsfeier fand nach der Rückkehr der Mannschaft und der Fanzüge beim Stadthaus statt.

## Kader
Kader, basierend auf Angaben der Webseite der Swiss Football League (SFL), abgerufen am 20. Juni 2022.
| Nummer     | Spieler            | Geburtstag         | Nationalität   | Im Team seit | Letzter Verein                       |     |     |
| Tor        | Tor                | Tor                | Tor            | Tor          | Tor                                  | Tor | Tor |
| ---------- | ------------------ | ------------------ | -------------- | ------------ | ------------------------------------ | --- | --- |
| 01         | Raphael Spiegel    | 19. Dezember 1992  | Schweiz        | 2018         | Boavista Porto                       |     |     |
| 18         | Gianluca Tolino    | 20. Januar 2000    | Schweiz        | 2020         | SC Brühl St. Gallen                  |     |     |
| 36         | Jozef Pukaj        | 13. Februar 2000   | Schweiz        | 2021         | FC Basel                             |     |     |
| Abwehr     |                    |                    |                |              |                                      |     |     |
| 03         | Tobias Schättin    | 5. Juni 1997       | Schweiz        | 2021         | FC Zürich                            |     |     |
| 04         | Gabriel Isik       | 6. Juni 1999       | Deutschland    | 2017         | eigene Jugend                        |     |     |
| 05         | Roy Gelmi          | 1. März 1995       | Schweiz        | 2021         | VVV-Venlo                            |     |     |
| 06         | Marin Cavar        | 18. Juni 1999      | Schweiz        | 2021         | Chievo Verona                        |     |     |
| 14         | Thibault Corbaz    | 7. Januar 1994     | Schweiz        | 2021         | Neuchâtel Xamax FCS                  |     |     |
| 15         | Michael Gonçalves  | 10. März 1995      | Schweiz        | 2020         | Servette Genf                        |     |     |
| 19         | Adrian Gantenbein  | 18. April 2001     | Schweiz        | 2019         | eigene Jugend                        |     |     |
| 20         | Florian Baak       | 18. März 1999      | Deutschland    | 2020         | Hertha BSC                           |     |     |
| 23         | Granit Lekaj       | 23. Februar 1990   | Schweiz        | 2018         | FC Wil                               |     |     |
| 28         | Souleymane Diaby   | 8. Oktober 1999    | Elfenbeinküste | 2021         | SC Gagnoa                            |     |     |
| 33         | Noah Lovisa        | 21. Juni 2000      | Schweiz        | 2021         | FC Sion                              |     |     |
| 34         | Pascal Hammer      | 20. Januar 2004    | Schweiz        | 2020         | eigene Jugend                        |     |     |
|            | Yannick Pauli      | 21. April 1998     | Schweiz        | 2015         | eigene Jugend                        |     |     |
| Mittelfeld |                    |                    |                |              |                                      |     |     |
| 07         | Gezim Pepsi        | 12. Juli 1998      | Schweiz        | 2020         | FC Aarau                             |     |     |
| 08         | Samir Ramizi       | 24. Juli 1991      | Serbien        | 2020         | Neuchâtel Xamax FCS                  |     |     |
| 10         | Roberto Alves      | 8. Juni 1997       | Schweiz        | 2020         | Grasshopper Club                     |     |     |
| 11         | Eris Abedini       | 29. August 1998    | Schweiz        | 2022         | FC Chiasso                           |     |     |
| 16         | Remo Arnold        | 17. Januar 1997    | Schweiz        | 2018         | FC Luzern                            |     |     |
| 21         | Kevin Costinha     | 5. Januar 2001     | Schweiz        | 2019         | eigene Jugend                        |     |     |
| 24         | Sayfallah Ltaief   | 22. April 2000     | Schweiz        | 2016         | eigene Jugend                        |     |     |
| 25         | Carmine Chiappetta | 9. März 2003       | Schweiz        | 2022         | FC Basel                             |     |     |
| 26         | Silvan Kriz        | 24. Mai 2000       | Schweiz        | 2018         | eigene Jugend                        |     |     |
| 32         | Sandro Di Nucci    | 18. Januar 2002    | Schweiz        | 2020         | eigene Jugend                        |     |     |
| 35         | Arlind Dakaj       | 13. Oktober 2001   | Schweiz        | 2021         | eigene Jugend                        |     |     |
| Angriff    |                    |                    |                |              |                                      |     |     |
| 09         | Roman Buess        | 21. September 1992 | Schweiz        | 2019         | Lausanne-Sport                       |     |     |
| 17         | Samuel Ballet      | 12. März 2001      | Schweiz        | 2021         | FC Wil (geliehen von BSC Young Boys) |     |     |
| 21         | Neftali Manzambi   | 23. April 1997     | Schweiz        | 2021         | Sporting Gijón                       |     |     |
| 22         | Tician Tushi       | 2. April 2001      | Schweiz        | 2022         | FC Basel                             |     |     |
| 27         | Dimitri Volkart    | 21. September 1999 | Schweiz        | 2019         | eigene Jugend                        |     |     |
| 30         | Shkelqim Demhasaj  | 19. April 1996     | Schweiz        | 2022         | Grasshopper Club                     |     |     |

## Transfers
Transfers, basierend unter anderem auf Angaben der Webseite der Swiss Football League (SFL), abgerufen am 20. Juni 2022
| Zugänge            | Zugänge                                        | Zugänge       | Zugänge         |
| Name               | abgebender Verein                              | Transferart   | Transferperiode |
| ------------------ | ---------------------------------------------- | ------------- | --------------- |
| Marin Cavar        | Chievo Verona                                  | ablösefrei    | Sommer 2021     |
| Thibault Corbaz    | Neuchâtel Xamax                                | ablösefrei    | Sommer 2021     |
| Arlind Dakaj       | FC Winterthur U-21                             | eigene Jugend | Sommer 2021     |
| Souleymane Diaby   | SC Gagnoa                                      | ablösefrei    | Sommer 2021     |
| Roy Gelmi          | VVV Venlo                                      | ablösefrei    | Sommer 2021     |
| Noah Lovisa        | FC Sion U-21                                   | ablösefrei    | Sommer 2021     |
| Neftali Manzambi   | Sporting Gijón (letzter Verein: Mjällby AIF)   | ablösefrei    | Sommer 2021     |
| Jozef Pukaj        | FC Basel                                       | ablösefrei    | Sommer 2021     |
| Tobias Schättin    | FC Zürich                                      | ?             | Sommer 2021     |
| Eris Abedini       | FC Chiasso                                     | ?             | Winter 2022     |
| Carmine Chiappetta | FC Basel U-21                                  | Leihe         | Winter 2022     |
| Shkelqim Demhasaj  | Grasshopper Club                               | Leihe         | Winter 2022     |
| Tician Tushi       | FC Basel                                       | Leihe         | Winter 2022     |
| Abgänge            |                                                |               |                 |
| Name               | aufnehmender Verein                            | Transferart   | Transferperiode |
| Davide Callà       | -                                              | Rücktritt     | Sommer 2021     |
| Innocent Emeghara  | -                                              | Rücktritt     | Sommer 2021     |
| Anas Mahamid       | vereinslos / Shimshon Kfar Qasem               | ablösefrei    | Sommer 2021     |
| Dario Marzino      | FC Schaffhausen (Mutterverein: BSC Young Boys) | Leih-Ende     | Sommer 2021     |
| Alexander Muci     | FC Lugano                                      | Leih-Ende     | Sommer 2021     |
| Etnik Nezaj        | SC YF Juventus                                 | ?             | Sommer 2021     |
| Anes Omerovic      | FC Dornbirn                                    | ?             | Sommer 2021     |
| Adrian Rama        | FC 08 Villingen                                | ablösefrei    | Sommer 2021     |
| Julian Roth        | -                                              | Rücktritt     | Sommer 2021     |
| Pascal Schüpbach   | FC Thun                                        | Leih-Ende     | Sommer 2021     |
| Andreas Wittwer    | vereinslos                                     | ablösefrei    | Sommer 2021     |
| Yannick Pauli      | SC Cham                                        | ?             | Winter 2022     |

## Trainer- und Betreuerstab
Staff gemäss Angaben auf der Seite des FC Winterthur.
| Name             | Funktion                   | Zeitraum                  |
| ---------------- | -------------------------- | ------------------------- |
| Ralf Loose       | Cheftrainer                | Juli 2018 – Dezember 2021 |
| Alex Frei        | Cheftrainer                | Januar 2022 – Juli 2022   |
| Dario Zuffi      | Co-Trainer                 | 2017 –                    |
| Davide Callà     | Co-Trainer / Talentmanager | Juli 2021 – Juli 2022     |
| Manuel Fässler   | Konditionstrainer          | Juli 2021 –               |
| Stephan Lehmann  | Torhütertrainer            | Juli 2021 –               |
| Benjamin Bubeck  | Physiotherapeut            | April 2019 –              |
| Roque Pretel     | Masseur                    | Juli 1995 –               |
| Peter Egg        | Teambetreuer               |                           |
| Janos Dossenbach | Teambetreuer               | bis 2021                  |
| Carlo Cremonesi  | Teambetreuer               | ab 2022                   |

## Resultate

### Challenge League

#### Hinrunde
| 23. Juli 2021, 20:30 Uhr 1. Runde | FC Stade Lausanne-Ouchy                   | 1:1            | FC Winterthur                             | Pontaise, Lausanne Zuschauer: 350 Schiedsrichter: Von Mandach |
| 23. Juli 2021, 20:30 Uhr 1. Runde | Abdullah 9′ Hysenaj 37′ Hadji 45′ Pos 67′ | Spieltelegramm | 5′ 30' Kriz 12′ Lekaj 71′ (Penalty) Buess | Pontaise, Lausanne Zuschauer: 350 Schiedsrichter: Von Mandach |

| 30. Juli 2021, 20:30 Uhr 2. Runde | FC Winterthur                     | 3:1            | FC Wil                                                      | Schützenwiese, Winterthur Zuschauer: 2'400 Schiedsrichter: Kanagasingam |
| 30. Juli 2021, 20:30 Uhr 2. Runde | Schättin 28′ Ramizi 56′ Buess 86′ | Spieltelegramm | 49′ (Penalty) Fazliu 52′ Bahloul 63′ Brahimi 73′ Dickenmann | Schützenwiese, Winterthur Zuschauer: 2'400 Schiedsrichter: Kanagasingam |

| 8. August 2021, 14:30 Uhr 3. Runde | FC Schaffhausen                                                   | 1:1            | FC Winterthur                                                 | Wefox Arena, Schaffhausen Zuschauer: 1'000 Schiedsrichter: Thies |
| 8. August 2021, 14:30 Uhr 3. Runde | Krasniqi 25′ 54′ Del Toro 72′ Maouche 77′ Padula 79′ Mujcic 90+4′ | Spieltelegramm | 51′ (Penalty) 90+4′ Buess 54′ Arnold 66′ Gantenbein 73′ Lekaj | Wefox Arena, Schaffhausen Zuschauer: 1'000 Schiedsrichter: Thies |

| 20. August 2021, 20:30 Uhr 4. Runde | FC Winterthur                                                     | 3:0            | FC Thun                                          | Schützenwiese, Winterthur Zuschauer: 3'600 Schiedsrichter: Wolfensberger |
| 20. August 2021, 20:30 Uhr 4. Runde | Manzambi 2′ 31′ Gantenbein 7′ Buess 20′ 68′ (Penalty) Spiegel 61′ | Spieltelegramm | 35′ 68' Karlen 36′ Sutter 38′ Bürki 66′ Havenaar | Schützenwiese, Winterthur Zuschauer: 3'600 Schiedsrichter: Wolfensberger |

| 28. August 2021, 18:00 Uhr 5. Runde | SC Kriens                   | 2:3            | FC Winterthur                                     | Kleinfeld, Kriens Zuschauer: 1'036 Schiedsrichter: Drmic |
| 28. August 2021, 18:00 Uhr 5. Runde | Mulaj 14′ 67′ Avdijaj 45+1′ | Spieltelegramm | 24′ Lekaj 26′ Alves 45+1′ 69′ Manzambi 87′ Arnold | Kleinfeld, Kriens Zuschauer: 1'036 Schiedsrichter: Drmic |

| 11. September 2021, 18:00 Uhr 6. Runde | FC Winterthur                                | 2:1            | Neuchâtel Xamax                       | Schützenwiese, Winterthur Zuschauer: 4'800 Schiedsrichter: Dudic |
| 11. September 2021, 18:00 Uhr 6. Runde | Ramizi 8′ Buess 17′ Ltaief 80′ Spiegel 90+5′ | Spieltelegramm | 28′ Veloso 85′ Mafouta 90+5′ Walthert | Schützenwiese, Winterthur Zuschauer: 4'800 Schiedsrichter: Dudic |

| 21. September 2021, 18:00 Uhr 7. Runde | FC Vaduz                                               | 2:0            | FC Winterthur | Rheinpark Stadion, Vaduz Zuschauer: 870 Schiedsrichter: Turkes |
| 21. September 2021, 18:00 Uhr 7. Runde | Gajic 13′ Cicek 22′ Hug 29′ 37′ Gomes 75′ Iodice 90+3′ | Spieltelegramm | 60′ Arnold    | Rheinpark Stadion, Vaduz Zuschauer: 870 Schiedsrichter: Turkes |

| 24. September 2021, 20:30 Uhr 8. Runde | FC Winterthur                                         | 0:0            | FC Aarau                                                    | Schützenwiese, Winterthur Zuschauer: 4'500 Schiedsrichter: Staubli |
| 24. September 2021, 20:30 Uhr 8. Runde | Lekaj 33′ Diaby 45+2′ Corbaz 47′ Ramizi 77′ Alves 80′ | Spieltelegramm | 13′ Conus 32′ Aratore 49′ Thiesson 85′ Rrudhani 86′ Bunjaku | Schützenwiese, Winterthur Zuschauer: 4'500 Schiedsrichter: Staubli |

| 2. Oktober 2021, 18:00 Uhr 9. Runde | FC Winterthur                              | 1:0            | Yverdon Sport FC                                           | Bergholz, Wil SG Zuschauer: 3'700 Schiedsrichter: Wolfensberger |
| 2. Oktober 2021, 18:00 Uhr 9. Runde | Buess 43′ (Penalty) Manzambi 84′ Gelmi 87′ | Spieltelegramm | 29′ Hajrovic 58′ Silva 75′ Blum 89′ Beleck 90+1′ Rodrigues | Bergholz, Wil SG Zuschauer: 3'700 Schiedsrichter: Wolfensberger |

| 15. Oktober 2021, 20:30 Uhr 10. Runde | FC Thun                               | 0:2            | FC Winterthur                               | Stockhorn Arena, Thun Zuschauer: 2'631 Schiedsrichter: Fähndrich |
| 15. Oktober 2021, 20:30 Uhr 10. Runde | Sutter 27′ 72' Bürki 74′ Chihadeh 74′ | Spieltelegramm | 48′ (Penalty) Buess 61′ Ramizi 90+1′ Arnold | Stockhorn Arena, Thun Zuschauer: 2'631 Schiedsrichter: Fähndrich |

| 23. Oktober 2021, 18:00 Uhr 11. Runde | FC Winterthur                                                    | 6:1            | SC Kriens                 | Schützenwiese, Winterthur Zuschauer: 4'300 Schiedsrichter: Von Mandach |
| 23. Oktober 2021, 18:00 Uhr 11. Runde | Buess 15′ (Penalty) 66′ Ramizi 17′ Manzambi 25′ 51′ Di Nucci 83′ | Spieltelegramm | 30′ Goelzer 75′ Balaruban | Schützenwiese, Winterthur Zuschauer: 4'300 Schiedsrichter: Von Mandach |

| 29. Oktober 2021, 20:30 Uhr 12. Runde | Neuchâtel Xamax FCS                                                  | 1:1            | FC Winterthur              | Maladière, Neuenburg Zuschauer: 3'611 Schiedsrichter: Piccolo |
| 29. Oktober 2021, 20:30 Uhr 12. Runde | Nuzzolo 2′ Hammerich 58′ Haile-Selassie 64′ Beloko 72′ Gonçalves 87′ | Spieltelegramm | 39′ 61′ Manzambi 87′ Alves | Maladière, Neuenburg Zuschauer: 3'611 Schiedsrichter: Piccolo |

| 5. November 2021, 20:30 Uhr 13. Runde | FC Winterthur                | 0:0            | FC Stade Lausanne-Ouchy | Schützenwiese, Winterthur Zuschauer: 4'000 Schiedsrichter: Dudic |
| 5. November 2021, 20:30 Uhr 13. Runde | Diaby 5′ Gelmi 6′ 57′ Ramizi | Spieltelegramm | 37′ Cueni 56′ Rüfli     | Schützenwiese, Winterthur Zuschauer: 4'000 Schiedsrichter: Dudic |

| 19. November 2021, 20:30 Uhr 14. Runde | Yverdon Sport FC                                                                       | 2:1            | FC Winterthur                           | Stade Municipal, Yverdon-les-Bains Zuschauer: 550 Schiedsrichter: Turkes |
| 19. November 2021, 20:30 Uhr 14. Runde | Zock 2′ Blum 15′ Silva 22′ Vladi 74′ Fargues 80′ Malula 86′ Gétaz 88′ Kabacalman 90+4′ | Spieltelegramm | 20′ 63′ (Penalty) Ramizi 86′ 89' Ltaief | Stade Municipal, Yverdon-les-Bains Zuschauer: 550 Schiedsrichter: Turkes |

| 26. November 2021, 20:30 Uhr 15. Runde | FC Winterthur                                       | 2:5            | FC Schaffhausen                                                    | Schützenwiese, Winterthur Zuschauer: 4'200 Schiedsrichter: Wolfensberger |
| 26. November 2021, 20:30 Uhr 15. Runde | Ramizi 13′ Buess 30′ Alves 45+2′ Diaby 60′ Isik 81′ | Spieltelegramm | 7′ 48′ Prtajin 20′ Hamdiu 38′ (Penalty) 58′ 64′ Ardaiz 62′ Bislimi | Schützenwiese, Winterthur Zuschauer: 4'200 Schiedsrichter: Wolfensberger |

| 3. Dezember 2021, 20:30 Uhr 16. Runde | FC Aarau                                                  | 2:0            | FC Winterthur            | Brügglifeld, Suhr Zuschauer: 3'011 Schiedsrichter: Gianforte |
| 3. Dezember 2021, 20:30 Uhr 16. Runde | Giger 7′ 49' Rrudhani 14′ Spadanuda 27′ Schneider 37′ 43′ | Spieltelegramm | 60′ Ramizi 87′ Gonçalves | Brügglifeld, Suhr Zuschauer: 3'011 Schiedsrichter: Gianforte |

| 11. Dezember 2021, 18:00 Uhr 17. Runde | FC Wil                                                                                           | 3:5            | FC Winterthur                                                                                | Bergholz, Wil SG Zuschauer: 910 Schiedsrichter: Huwiler |
| 11. Dezember 2021, 18:00 Uhr 17. Runde | Lukembila 17′ 66′ 37′ Dickenmann Muntwiler 37′ Bahloul 41′ Zumberi 47′ 69′ 74' Izmirlioglu 90+2′ | Spieltelegramm | 14′ Ltaief 29′ (Penalty) Buess 45+3′ Diaby 56′ Corbaz 60′ Manzambi 67′ 69′ Isik 81′ Talabidi | Bergholz, Wil SG Zuschauer: 910 Schiedsrichter: Huwiler |

| 19. Dezember 2021, 14:15 Uhr 18. Runde | FC Winterthur                                          | 2:3            | FC Vaduz                                         | Schützenwiese, Winterthur Zuschauer: 5'100 Schiedsrichter: Von Mandach |
| 19. Dezember 2021, 14:15 Uhr 18. Runde | Diaby 40′ Corbaz 58′ Ramizi 63′ Alves 70′ Schättin 76′ | Spieltelegramm | 7′ 58′ 80′ Rapp 9′ 38′ Simani 35′ Hug 75′ Sutter | Schützenwiese, Winterthur Zuschauer: 5'100 Schiedsrichter: Von Mandach |

#### Rückrunde
| 30. Januar 2022, 14:15 Uhr 19. Runde | FC Winterthur                                     | 3:0            | SC Kriens                            | Schützenwiese, Winterthur Zuschauer: 5'100 Schiedsrichter: Turkes |
| 30. Januar 2022, 14:15 Uhr 19. Runde | Harambasic 11′ Ballet 61′ 81′ Isik 80′ Ltaief 85′ | Spieltelegramm | 17′ Harambasic 39′ Sessolo 75′ Urtic | Schützenwiese, Winterthur Zuschauer: 5'100 Schiedsrichter: Turkes |

| 4. Februar 2022, 20:15 Uhr 20. Runde | FC Vaduz                                                                             | 0:0            | FC Winterthur                    | Rheinpark, Vaduz Zuschauer: 1'669 Schiedsrichter: Schärli |
| 4. Februar 2022, 20:15 Uhr 20. Runde | Ulrich 35′ Ltaief 47′ Corbaz 47′ Abedini 59′ Schättin 86′ Gonçalves 88′ Ramizi 90+3′ | Spieltelegramm | 37′ Ris 56′ Schmid 87′ Lüchinger | Rheinpark, Vaduz Zuschauer: 1'669 Schiedsrichter: Schärli |

| 12. Februar 2022, 18:00 Uhr 21. Runde | FC Winterthur                                            | 4:0            | FC Wil                                                 | Schützenwiese, Winterthur Zuschauer: 4'800 Schiedsrichter: Gianforte |
| 12. Februar 2022, 18:00 Uhr 21. Runde | Alves 57′ (Penalty) 60′ Demhasaj 652′ 65′ Ramizi 89′ 90′ | Spieltelegramm | 22′ Muntwiler 29′ Lukembila 50′ Brahimi 56′ Dickenmann | Schützenwiese, Winterthur Zuschauer: 4'800 Schiedsrichter: Gianforte |

| 18. Februar 2022, 20:15 Uhr 22. Runde | FC Thun                                                 | 2:4            | FC Winterthur                           | Stockhorn Arena, Thun Zuschauer: 2'254 Schiedsrichter: Wolfensberger |
| 18. Februar 2022, 20:15 Uhr 22. Runde | Fatkic 24′ (Penalty) Gerndt 26′ Hasler 61′ Schwizer 80′ | Spieltelegramm | 41′ 57′ Alves 70′ Ramizi 87′ 88′ Ballet | Stockhorn Arena, Thun Zuschauer: 2'254 Schiedsrichter: Wolfensberger |

| 25. Februar 2022, 20:15 Uhr 23. Runde | FC Schaffhausen                                                      | 3:2            | FC Winterthur                                        | wefox Arena, Schaffhausen Zuschauer: 2'263 Schiedsrichter: Piccolo |
| 25. Februar 2022, 20:15 Uhr 23. Runde | Padula 10′ Krasniqi 29′ Adraiz 49′ Lika 63′ Bislimi 39′ González 43′ | Spieltelegramm | 8′ Isik 36′ 71′ 79′ Corbaz 45+1′ Schättin 90+2′ Baak | wefox Arena, Schaffhausen Zuschauer: 2'263 Schiedsrichter: Piccolo |

| 28. Februar 2022, 19:30 Uhr 24. Runde | FC Winterthur                                                       | 2:0            | Yverdon Sport FC                       | Schützenwiese, Winterthur Zuschauer: 4'100 Schiedsrichter: Von Mandach |
| 28. Februar 2022, 19:30 Uhr 24. Runde | Ballet 36′ Corbaz 53′ Alves 81′ (Penalty) 84′ Lekaj 87′ Tushi 90+5′ | Spieltelegramm | 35′ Lusuena 53′ Gétaz 75′ 80' Sauthier | Schützenwiese, Winterthur Zuschauer: 4'100 Schiedsrichter: Von Mandach |

| 4. März 2022, 19:30 Uhr 25. Runde | FC Stade Lausanne-Ouchy                                | 3:1            | FC Winterthur                             | Pontaise, Lausanne Zuschauer: 442 Schiedsrichter: Odiet |
| 4. März 2022, 19:30 Uhr 25. Runde | Hefti 29′ Labeau 33′ Qarri 45+2′ Routis 64′ Kamber 80′ | Spieltelegramm | 44′ Dakaj 45′ Schättin 60′ Tushi 79′ Baak | Pontaise, Lausanne Zuschauer: 442 Schiedsrichter: Odiet |

| 11. März 2022, 20:15 Uhr 26. Runde | FC Winterthur                                                                         | 4:2            | FC Aarau                                                                    | Schützenwiese, Winterthur Zuschauer: 7'800 Schiedsrichter: Cibelli |
| 11. März 2022, 20:15 Uhr 26. Runde | Alves 11′ (Penalty) Abedini 24′ Diaby 57′ Corbaz 88′ Gonçalves 90′ Ballet 90+2′ 90+4′ | Spieltelegramm | 4′ Bergsma 9′ 80' Cvetkovic 15′ Spadanuda 29′ Njie 64′ Schneider 83′ Corbaz | Schützenwiese, Winterthur Zuschauer: 7'800 Schiedsrichter: Cibelli |

| 18. März 2022, 19:30 Uhr 27. Runde | Neuchâtel Xamax FCS  | 0:0            | FC Winterthur                        | Maladière, Neuenburg Zuschauer: 3'038 Schiedsrichter: Turkes |
| 18. März 2022, 19:30 Uhr 27. Runde | Saiz 6′ Lahiouel 85′ | Spieltelegramm | 13′ Ballet 66′ Gonçalves 90+4′ Tushi | Maladière, Neuenburg Zuschauer: 3'038 Schiedsrichter: Turkes |

| 2. April 2022, 18:00 Uhr 28. Runde | FC Winterthur                                       | 2:1            | FC Stade Lausanne-Ouchy                                         | Schützenwiese, Winterthur Zuschauer: 3'900 Schiedsrichter: Piccolo |
| 2. April 2022, 18:00 Uhr 28. Runde | Abedini 32′ Baak 49′ Ltaief 72′ Alves 85′ (Penalty) | Spieltelegramm | 13′ 37′ Qarri 33′ 57' Tsoungui 48′ Kamber 73′ Bayard 83′ Routis | Schützenwiese, Winterthur Zuschauer: 3'900 Schiedsrichter: Piccolo |

| 8. April 2022, 20:15 Uhr 29. Runde | FC Aarau                              | 0:3            | FC Winterthur                                            | Brügglifeld, Suhr Zuschauer: 5'899 Schiedsrichter: Fähndrich |
| 8. April 2022, 20:15 Uhr 29. Runde | Rrudhani 51′ Almeida 58′ Avdyli 90+1′ | Spieltelegramm | 26′ Ltaief 39′ Tushi 59′ Gonçalves 66′ Spiegel 78′ Buess | Brügglifeld, Suhr Zuschauer: 5'899 Schiedsrichter: Fähndrich |

| 16. April 2022, 18:00 Uhr 30. Runde | FC Winterthur                                                             | 4:2            | FC Vaduz                                                                   | Schützenwiese, Winterthur Zuschauer: 8'200 Schiedsrichter: Schärli |
| 16. April 2022, 18:00 Uhr 30. Runde | Tushi 15′ Ltaief 29′ Alves 49′ Lekaj 57′ Buess 66′ 86′ Dakaj Ballet 90+2′ | Spieltelegramm | 16′ Di Giusto 27′ Omerovic 51′ Dobras 54′ Sutter 62′ 82' Schmid 75′ Iodice | Schützenwiese, Winterthur Zuschauer: 8'200 Schiedsrichter: Schärli |

| 24. April 2022, 16:30 Uhr 31. Runde | Yverdon Sport FC                                         | 2:2            | FC Winterthur                                       | Stade Municipal, Yverdon-les-Bains Zuschauer: 740 Schiedsrichter: Von Mandach |
| 24. April 2022, 16:30 Uhr 31. Runde | Beyer 14′ Sauthier 19′ Malula 59′ Mobulu 61′ Abedini 66′ | Spieltelegramm | 6′ Ramizi 18′ Lekaj 74′ Manzambi 80′ Isik 87′ Silva | Stade Municipal, Yverdon-les-Bains Zuschauer: 740 Schiedsrichter: Von Mandach |

| 29. April 2022, 20:15 Uhr 32. Runde | FC Winterthur                                    | 1:1            | FC Schaffhausen                                            | Schützenwiese, Winterthur Zuschauer: 9'000 Schiedsrichter: Fähndrich |
| 29. April 2022, 20:15 Uhr 32. Runde | Corbaz 16′ Buess 63′ (Penalty) Gonçalves 70′ 81' | Spieltelegramm | 9′ González 39′ Lika 61′ Krasniqi 71′ Padula 90+2′ Bislimi | Schützenwiese, Winterthur Zuschauer: 9'000 Schiedsrichter: Fähndrich |

| 6. Mai 2022, 19:30 Uhr 33. Runde | FC Winterthur                                             | 2:2            | FC Thun                                                                             | Schützenwiese, Winterthur Zuschauer: 9'000 Schiedsrichter: Staubli |
| 6. Mai 2022, 19:30 Uhr 33. Runde | Alves 9′ 90+6′ Dakaj 38′ Isik 50′ Ramizi 90+3′ Baak 90+7′ | Spieltelegramm | 17′ Hasler 31′ Bürki 35′ Gerndt 38′ Dorn 66′ Castroman 82′ Kyeremateng 90+6′ Karlen | Schützenwiese, Winterthur Zuschauer: 9'000 Schiedsrichter: Staubli |

| 9. Mai 2022, 20:15 Uhr 34. Runde | FC Wil                                                     | 1:1            | FC Winterthur       | Bergholz, Wil SG Zuschauer: 3'180 Schiedsrichter: Bieri |
| 9. Mai 2022, 20:15 Uhr 34. Runde | Ndau 15′ 71' Lekaj 40′ 52′ Sauter 52′ Silvio 71′ Heule 89′ | Spieltelegramm | 53′ (Penalty) Alves | Bergholz, Wil SG Zuschauer: 3'180 Schiedsrichter: Bieri |

| 14. Mai 2022, 20:15 Uhr 35. Runde | FC Winterthur                                               | 3:1            | Neuchâtel Xamax FCS                               | Schützenwiese, Winterthur Zuschauer: 9'000 Schiedsrichter: Kanagasingam |
| 14. Mai 2022, 20:15 Uhr 35. Runde | Buess 3′ (Penalty) Corbaz 6′ Ramizi 13′ Lekaj 24′ Tushi 79′ | Spieltelegramm | 1′ 53' Ouattara 17′ Surdez 44′ Beloko 90′ Dakouri | Schützenwiese, Winterthur Zuschauer: 9'000 Schiedsrichter: Kanagasingam |

| 21. Mai 2022, 20:15 Uhr 36. Runde | SC Kriens                                     | 0:5            | FC Winterthur                                                                    | Kleinfeld, Kriens Zuschauer: 3'100 Schiedsrichter: Von Mandach |
| 21. Mai 2022, 20:15 Uhr 36. Runde | Mulaj 27′ Alessandrini 74′ Neuenschwander 84′ | Spieltelegramm | 26′ 61′ Buess 32′ Ltaief 75′ (Penalty) Alves 85′ (Penalty) Demhasaj 89′ Manzambi | Kleinfeld, Kriens Zuschauer: 3'100 Schiedsrichter: Von Mandach |

### Schweizer Cup

#### 1. Runde
| 14. August 2021, 20:00 Uhr 1. Runde | SR Delémont | 0:6            | FC Winterthur                                                    | La Blancherie, Delémont Zuschauer: 900 Schiedsrichter: Kanagasingam |
| 14. August 2021, 20:00 Uhr 1. Runde | Jacquel 72′ | Spieltelegramm | 32′ (Penalty) Buess 53′ Baak 62′ Isik 76′ 86′ Ballet 79′ Volkart | La Blancherie, Delémont Zuschauer: 900 Schiedsrichter: Kanagasingam |

#### 2. Runde
| 18. September 2020, 18:00 Uhr 2. Runde | Étoile Carouge                                                              | 3:1            | FC Winterthur                       | Stade de la Fontenette, Carouge Zuschauer: 800 Schiedsrichter: Gianforte |
| 18. September 2020, 18:00 Uhr 2. Runde | Kursner 2′ Mettler 23′ Gomis 45′ Dia 61′ Vanzo 68′ Sestito 84′ Vieira 90+4′ | Spieltelegramm | 18′ Corbaz 36′ Schättin 90+4′ Alves | Stade de la Fontenette, Carouge Zuschauer: 800 Schiedsrichter: Gianforte |

## Statistik

### Teamstatistik
| Wettbewerb       | Punkte | daheim | daheim | daheim | daheim | daheim | auswärts | auswärts | auswärts | auswärts | auswärts | Total | Total | Total | Total | Total | Tordifferenz |
| Wettbewerb       | Punkte | Sp     | G      | U      | N      | TV     | Sp       | G        | U        | N        | TV       | Sp    | G     | U     | N     | TV    | Tordifferenz |
| ---------------- | ------ | ------ | ------ | ------ | ------ | ------ | -------- | -------- | -------- | -------- | -------- | ----- | ----- | ----- | ----- | ----- | ------------ |
| Challenge League | 65     | 18     | 12     | 4      | 2      | 44:20  | 18       | 6        | 7        | 5        | 32:25    | 36    | 18    | 11    | 7     | 76:45 | +31          |
| Schweizer Cup    | -      | 0      | 0      | 0      | 0      | 0:0    | 2        | 1        | 0        | 1        | 7:3      | 2     | 1     | 0     | 1     | 7:3   | +4           |
| Total            | 65     | 18     | 12     | 4      | 2      | 44:20  | 20       | 7        | 7        | 6        | 39:28    | 38    | 19    | 11    | 8     | 83:48 | +35          |

### Saisonverlauf
| Spieltag | 1 | 2 | 3 | 4 | 5 | 6 | 7 | 8 | 9 | 10 | 11 | 12 | 13 | 14 | 15 | 16 | 17 | 18 | 19 | 20 | 21 | 22 | 23 | 24 | 25 | 26 | 27 | 28 | 29 | 30 | 31 | 32 | 33 | 34 | 35 | 36 |
| -------- | - | - | - | - | - | - | - | - | - | -- | -- | -- | -- | -- | -- | -- | -- | -- | -- | -- | -- | -- | -- | -- | -- | -- | -- | -- | -- | -- | -- | -- | -- | -- | -- | -- |
| Spielort | A | H | A | H | A | H | A | H | H | A  | H  | A  | H  | A  | H  | A  | A  | H  | H  | A  | H  | A  | A  | H  | A  | H  | A  | H  | A  | H  | A  | H  | H  | A  | H  | A  |
| Resultat | U | S | U | S | S | S | N | U | S | S  | S  | U  | U  | N  | N  | N  | S  | N  | S  | U  | S  | S  | N  | S  | N  | S  | U  | S  | S  | S  | U  | U  | U  | U  | S  | S  |
| Platz    | 7 | 4 | 5 | 3 | 2 | 1 | 2 | 2 | 1 | 1  | 1  | 1  | 1  | 1  | 1  | 2  | 2  | 3  | 2  | 3  | 2  | 2  | 2  | 2  | 2  | 2  | 2  | 2  | 1  | 1  | 1  | 1  | 3  | 3  | 2  | 1  |

Legende: Spielort: H = Heim; A = Auswärts. Resultat: S = Sieg; U = Unentschieden; N = Niederlage
Stand: Saisonende

### Spielerstatistik
Spieler in kursiv haben den Verein in der Winterpause verlassen oder wurden erst dann verpflichtet.
| Spieler            | Challenge League | Challenge League | Challenge League | Challenge League | Schweizer Cup | Schweizer Cup | Schweizer Cup | Schweizer Cup | Total    | Total | Total       | Total      |
| Spieler            | Einsätze         | Tore             | Gelbe Karte      | Rote Karte       | Einsätze      | Tore          | Gelbe Karte   | Rote Karte    | Einsätze | Tore  | Gelbe Karte | Rote Karte |
| ------------------ | ---------------- | ---------------- | ---------------- | ---------------- | ------------- | ------------- | ------------- | ------------- | -------- | ----- | ----------- | ---------- |
| Eris Abedini       | 18               | 1                | 3                | 0                | 0             | 0             | 0             | 0             | 18       | 1     | 3           | 0          |
| Roberto Alves      | 33               | 12               | 6                | 0                | 2             | 0             | 0             | 0             | 35       | 12    | 6           | 0          |
| Remo Arnold        | 19               | 0                | 4                | 0                | 2             | 0             | 0             | 0             | 21       | 0     | 4           | 0          |
| Florian Baak       | 11               | 0                | 4                | 0                | 2             | 1             | 0             | 0             | 13       | 1     | 4           | 0          |
| Samuel Ballet      | 32               | 5                | 4                | 0                | 2             | 2             | 0             | 0             | 34       | 7     | 4           | 0          |
| Roman Buess        | 26               | 16               | 3                | 0                | 2             | 1             | 0             | 0             | 28       | 17    | 3           | 0          |
| Marin Cavar        | 0                | 0                | 0                | 0                | 0             | 0             | 0             | 0             | 0        | 0     | 0           | 0          |
| Carmine Chiappetta | 4                | 0                | 0                | 0                | 0             | 0             | 0             | 0             | 4        | 0     | 0           | 0          |
| Thibault Corbaz    | 33               | 3                | 9                | 0                | 2             | 0             | 0             | 0             | 35       | 3     | 9           | 0          |
| Kevin Costinha     | 0                | 0                | 0                | 0                | 0             | 0             | 0             | 0             | 0        | 0     | 0           | 0          |
| Arlind Dakaj       | 11               | 0                | 3                | 0                | 0             | 0             | 0             | 0             | 11       | 0     | 3           | 0          |
| Shkelqim Demhasaj  | 8                | 2                | 1                | 0                | 0             | 0             | 0             | 0             | 8        | 2     | 1           | 0          |
| Souleymane Diaby   | 26               | 1                | 5                | 0                | 2             | 0             | 0             | 0             | 28       | 1     | 5           | 0          |
| Sandro di Nucci    | 1                | 1                | 0                | 0                | 0             | 0             | 0             | 0             | 1        | 1     | 0           | 0          |
| Adrian Gantenbein  | 19               | 0                | 2                | 0                | 1             | 0             | 0             | 0             | 20       | 0     | 2           | 0          |
| Roy Gelmi          | 31               | 0                | 2                | 0                | 1             | 0             | 0             | 0             | 32       | 0     | 2           | 0          |
| Michael Gonçalves  | 22               | 0                | 5                | 1                | 1             | 0             | 0             | 0             | 23       | 0     | 5           | 1          |
| Pascal Hammer      | 1                | 0                | 0                | 0                | 0             | 0             | 0             | 0             | 1        | 0     | 0           | 0          |
| Gabriel Isik       | 23               | 1                | 6                | 0                | 1             | 1             | 0             | 0             | 24       | 2     | 6           | 0          |
| Silvan Kriz        | 7                | 0                | 0                | 1                | 1             | 0             | 0             | 0             | 8        | 0     | 0           | 1          |
| Granit Lekaj       | 34               | 3                | 5                | 0                | 1             | 0             | 0             | 0             | 35       | 3     | 5           | 0          |
| Noah Lovisa        | 0                | 0                | 0                | 0                | 0             | 0             | 0             | 0             | 0        | 0     | 0           | 0          |
| Sayfallah Ltaief   | 34               | 5                | 3                | 1                | 2             | 0             | 0             | 0             | 36       | 5     | 3           | 1          |
| Neftali Manzambi   | 29               | 8                | 4                | 0                | 2             | 0             | 0             | 0             | 31       | 8     | 4           | 0          |
| Yannik Pauli       | 0                | 0                | 0                | 0                | 0             | 0             | 0             | 0             | 0        | 0     | 0           | 0          |
| Gezim Pepsi        | 3                | 0                | 0                | 0                | 0             | 0             | 0             | 0             | 3        | 0     | 0           | 0          |
| Jozef Pukaj        | 1                | 0                | 0                | 0                | 0             | 0             | 0             | 0             | 1        | 0     | 0           | 0          |
| Samir Ramizi       | 34               | 10               | 8                | 0                | 2             | 0             | 0             | 0             | 36       | 10    | 8           | 0          |
| Tobias Schättin    | 24               | 2                | 3                | 0                | 2             | 1             | 0             | 0             | 26       | 3     | 3           | 0          |
| Raphael Spiegel    | 35               | 0                | 3                | 0                | 2             | 0             | 0             | 0             | 37       | 0     | 3           | 0          |
| Gianluca Tolino    | 0                | 0                | 0                | 0                | 0             | 0             | 0             | 0             | 0        | 0     | 0           | 0          |
| Tician Tushi       | 18               | 4                | 2                | 0                | 0             | 0             | 0             | 0             | 18       | 4     | 2           | 0          |
| Dimitri Volkart    | 3                | 0                | 0                | 0                | 1             | 1             | 0             | 0             | 4        | 1     | 0           | 0          |

Stand: Saisonende